# Szabó Samu (színművész, 1870–1946)
Gyarmathi Szabó Samu, Gy. Szabó Sámuel (Mezőtúr, 1870. február 28. – Mezőtúr, 1946. január 9.) színész.

## Életútja
Gazdag polgári családban született. Atyja Gy. Szabó Sámuel gazdálkodó volt, anyja Makra Zsuzsanna. 1870. március 5-én keresztelték. Gimnáziumi tanulmányai után katonának vonult be, majd 1894. telén a Népszínház tagja lett, Evva Lajos igazgatása alatt, közben társigazgató volt Homokay Lászlóval, majd mint népszínműénekes működött Kunhegyi Miklósnál. Később az ország nagyobb színházainak volt a tagja. Mint színészegyesületi tanácsos is működött. 1922-ben visszavonult.
Felesége Magda Eszter, színésznő, született 1873. július 28-án, Mezőtúron, meghalt 1922. január havában, ugyanott. 1891. november havában volt a házasságuk. 1895. szeptember 1-én lépett a színipályára, Leszkay Andrásnál. 1918. január 9-én nyugdíjazták.